# Trichiini
Trichiini is een tribus uit de familie van bladsprietkevers (Scarabaeidae). 

## Taxonomie
De volgende taxa zijn bij de tribus ingedeeld:
- Subtribus Cryptodontina
  - Geslacht Coelocorynus Kolbe, 1895
  - Geslacht Cryptodontes Burmeister, 1847
- Subtribus Incaina
  - Geslacht Golinca Thomson, 1878
  - Geslacht Inca Lepeletier & Serville, 1828
  - Geslacht Pantodinus Burmeister, 1847
- Subtribus Osmodermatina
  - Geslacht Osmoderma Lepeletier & Serville, 1825
  - Geslacht Platygeniops Krikken, 1978
- Subtribus Platygeniina
  - Geslacht Platygenia MacLeay, 1819
- Subtribus Trichiina
  - Geslacht Agnorimus Miyake et al., 1991
  - Geslacht Apeltastes Howden, 1968
  - Geslacht Brachagenius Kraatz, 1890
  - Geslacht Calometopidius Bourgoin, 1917
  - Geslacht Calometopus Blanchard, 1850
  - Geslacht Campulipus Kirby, 1827
  - Geslacht Chaetodermina Heller, 1921
  - Geslacht Clastocnemis Burmeister, 1840
  - Geslacht Coelocratus Burmeister, 1841
  - Geslacht Corynotrichius Kolbe, 1891
  - Geslacht Dialithus Parry, 1849
  - Geslacht Diploa Kolbe, 1892
  - Geslacht Diploeida Péringuey, 1907
  - Geslacht Elpidus Péringuey, 1907
  - Geslacht Endoxazus Kolbe, 1892
  - Geslacht Epitrichius Tagawa, 1941
  - Geslacht Eriopeltastes Burmeister, 1840
  - Geslacht Giesbertiolus Howden, 1988
  - Geslacht Glaphyronyx Moser, 1924
  - Geslacht Gnorimella Casey, 1915
  - Geslacht Gnorimus Lepeletier & Serville, 1825
  - Geslacht Incala J. Thomson, 1858
  - Geslacht Incalidia Janson, 1907
  - Geslacht Liotrichius Kolbe, 1892
  - Geslacht Myodermides Ruter, 1964
  - Geslacht Myodermum Burmeister, 1840
  - Geslacht Paragnorimus Becker, 1910
  - Geslacht Paratrichius Janson, 1881
  - Geslacht Peltotrichius Howden, 1968
  - Geslacht Pileotrichius Bourgoin, 1921
  - Geslacht Polyplastus Janson, 1880
  - Geslacht Stegopterus Burmeister, 1840
  - Geslacht Stripsipher Gory & Percheron, 1833
  - Geslacht Trichiomorphus Bourgoin, 1919
  - Geslacht Trichiotinus Casey, 1915
  - Geslacht Trichius Fabricius, 1787
  - Geslacht Trigonopeltastes Burmeister, 1840
  - Geslacht Xiphoscelidus Péringuey, 1907